# Guillem de Olives Olivares
Guillermo de Olives Olivares (Sevilla, 1960), és un polític menorquí del Partit Popular. És llicenciat en Dret per la Universitat de les Illes Balears; és especialista en dret urbanístic i ordenació del territori. És fill de Guillem de Olives Pons.
El 3 de juliol del 2000 fou nomenat director insular de l'administració de l'estat a Menorca. Va ser proposat al càrrec per resolució del 30 de juny de la delegada del Govern a les Illes, Catalina Cirer. Des del 2003 fins al 2004 fou conseller de Treball i Formació del Govern de les Illes Balears. El 2004 fou caixer senyor de les festes de Sant Joan de Ciutadella.